# Chowking

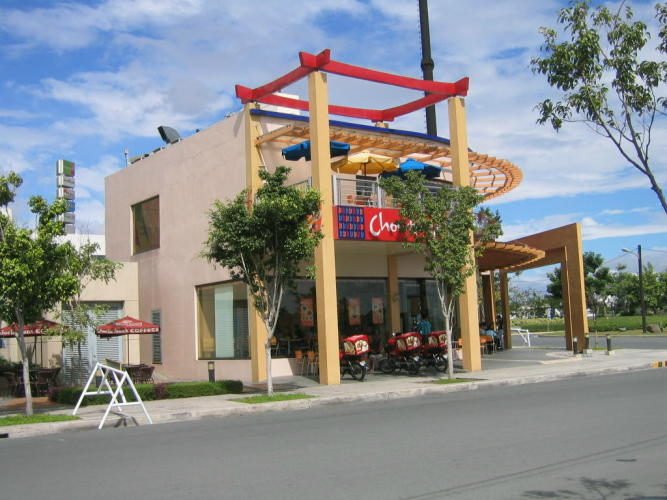
Een typisch Chowking restaurant

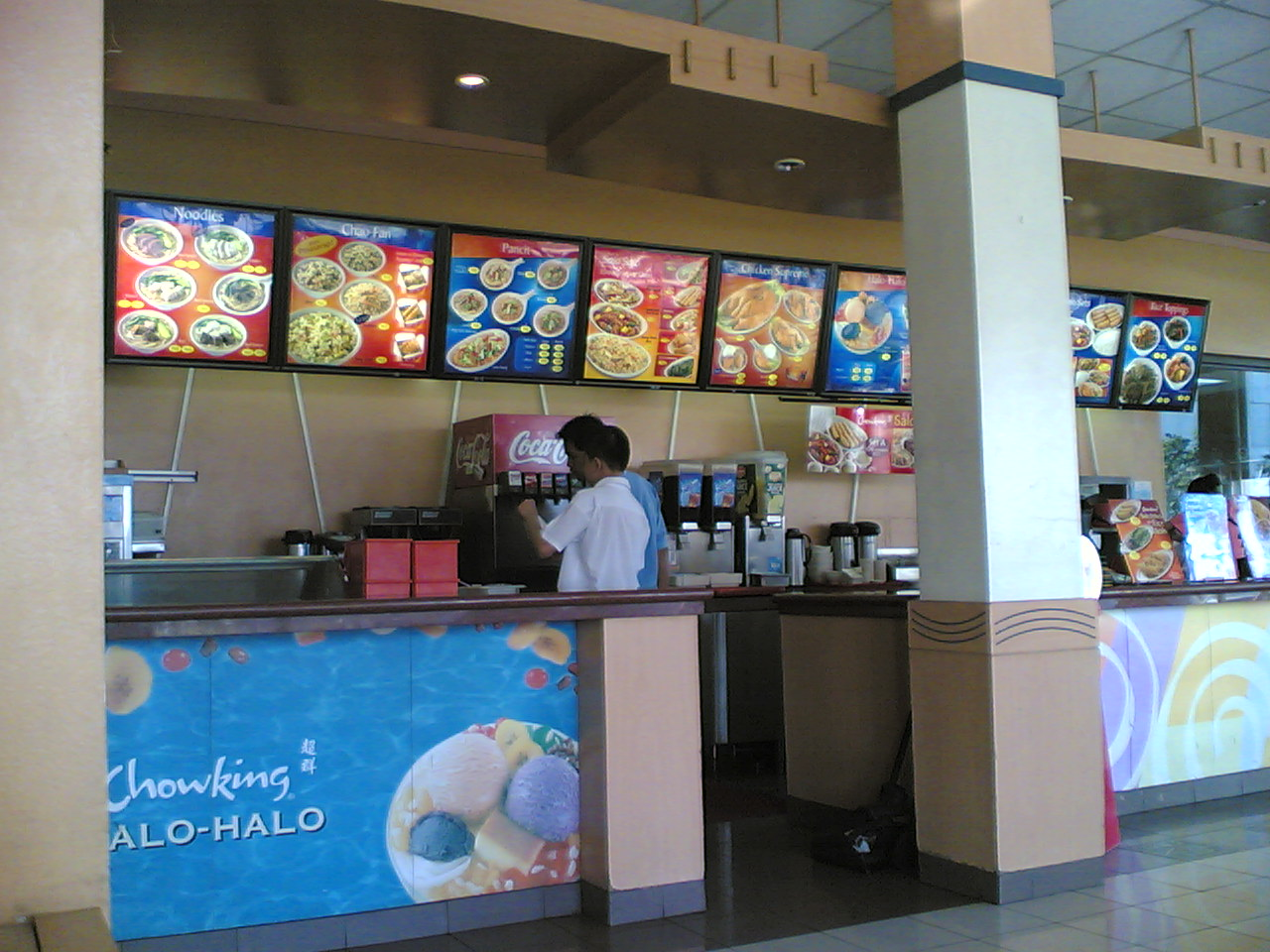
Chowking restaurant in Fort Bonifacio, Taguig.

Chowking is een fastfoodketen in de Filipijnen. 
De keten opende haar eerste restaurant in 1985, in een tijd dat burgerketens de fastfoodmarkt in de Filipijnen domineerden. De oprichter van Chowking was Robert Kuan, die zo wat tegenwicht wilde bieden aan McDonald's. Ze introduceerden een nieuw concept door het aanbieden van fastfood met Chinees voedsel, zoals noedelsoepen, Dimsum en rijstmaaltijden. In 2000 kwam de keten in handen van de grootste Filipijnse fastfoodketen, Jollibee. In 2008 had Chowking meer dan 400 filialen. De meeste daarvan in de Filipijnen, maar er werden ook vestigingen in de Verenigde Staten, het Midden-Oosten en Indonesië geopend.